# Orthonama dryasaria
Orthonama dryasaria är en fjärilsart som beskrevs av William Schaus 1913. Orthonama dryasaria ingår i släktet Orthonama och familjen mätare. Inga underarter finns listade i Catalogue of Life.